# Steve Nash
Stephen John Nash (Johannesburg, 7. veljače 1974.) kanadski je bivši profesionalni košarkaš. Igrao je na poziciji razigravača. Phoenix Sunsi izabrali su ga u 1. krugu (15. ukupno) NBA drafta 1996. godine. Igrajući za Sunse i Dallas Maverickse, Nash je ostvario brojne individualne, ali i momčadske uspjehe. Dva puta proglašen je najkorisnijim igračem NBA lige, a dva puta je bio pobjednik Skills Challengea. Nash je sedmerostruki NBA All-Star te je sedam puta izabran u All-NBA momčad. Svoju karijeru započeo je u Phoenix Sunsima te je nakon dvije sezone mijenjan u Dallas Maverickse. U trećoj sezoni s Mavericksima, Nash je ostvario svoj prvi nastup na All-Star utakmici te je iste sezone, zajedno s Dirkom Nowitzkim i Michaelom Finleyem, odveo momčad do finala Zapadne konferencije. 2004. godine, Nash se vratio u redove Sunsa te je već u prvoj sezoni odveo momčad do finala Zapadne konferencije i za svoje sjajne nastupe nagrađen je nagradom za najkorisnijeg igrača lige. Iduće sezone, Nash je ostvario još jedan izbor za najkorisnijeg igrača lige, a borbu za treću uzastopnu nagradu za najkorisnijeg igrača lige izgubio je od, svog bivšeg suigrača, Dirka Nowitzkog. Nash je jedini razigravač koji u karijeri ima uspješnost šuta za dva poena viši od 50%, šut za tricu viši od 40% i šut s linije slobodnih bacanja viši od 90%.

## Rani život
Stephen Nash je sin britanskih državljana. Rođen je 7. veljače 1974. u Johannesburgu u Južnoafričkoj Republici. Kada je imao 18 mjeseci zajedno se s obitelji najprije preselio u kanadsku Reginu, kasnije u Vancouver, a konačni smještaj pronašli su u glavnom gradu Britanske Kolumbije, Victoriji. U djetinjstvu je igrao nogomet i hokej na ledu, a košarku je počeo igrati negdje između 12 ili 13 godine. Međutim, u osmom razredu srednje škole rekao je majci da će jednog dana zaigrati u NBA i postati košarkaškom zvijezdom.
Nash je prvotno pohađao srednju školu Mount Douglas Secondary School, ali kako je pao jedan razred njegovi roditelji odlučili su ga upisati u privatnu školu St. Michaels University School. Ondje je igrao u košarkaškoj, nogometnoj i ragbijskoj školskoj momčadi. Nash je košarci tijekom posljednje srednjoškolske godine u prosjeku zamalo postizao triple-double učinak od 21.3 poena, 9.1 skoka i 11.2 asistencije po utakmici. Te iste sezone odveo je svoju momčad do naslova državnog prvaka Britanske Kolumbije AAA i izabran je za igrača godine.

## Sveučilište
Iako je njegov srednjoškolski trener Ian Hyde-Lay poslao preko 30-ak molbi različitim američkim sveučilištima za njegov daljnji nastavak obrazovanja, Nasha su na kraju sva sveučilišta odbila, sve dok glavni trener sveučilišta Santa Clare, Dick Davey nije vidio video snimku njegovih igara. Nakon što je Nasha vidio uživio, Davey je izjavio da je "nervozan kao u paklu i nada se da ga nitko drugi [sveučilišta] neće zamjetiti". Međutim, isto je tako izjavio da je "najgori obrambeni igrač" kojeg je ikad vidio.
Nash je na kraju prihvatio stipedniju Santa Clare. U to vrijeme, prošlo je pet godina od zadnjeg pojavljivanja Broncosa na velikom NCAA turniru. To se promijenilo tako što je Nash predvodio Broncose do naslova prvaka West Coast konferencije i iznenađujuće pobjede u prvom krugu protiv drugog nositelja NCAA turnira Arizone Wildcatsa. U toj utakmici je u posljednjih 30 sekundi postigao 6 uzastopnih slobodnih bacanja. Nažalost, Santa Clara je već u dugom krugu poražena od sveučilišta Temple. Sljedeće godine Broncosi nisu uspjeli ponoviti prošlu sezonu, a sezonu su završili s omjerom 5-7. U sezoni 1995./95. došlo je do smjene generacija, a Nash je predvodio novu momčad do vrha West Coast konferencije i na kraju izabran za igrača godine istoimene konferencije.
Nash je ponovo predvodio Broncose do NCAA turnira, ali su ondje bili poraženi od sveučilišta Mississippi State. Nakon te sezone, Nash se dvoumio između odlaska u profesionalce ili ostanka na sveučilištu. Kako nije bio smatran prospektom igrača prvog kruga, Nash je odlučio još jednu godinu provesti na sveučilištu. U sezoni 1995./96. privukao je pažnju medija i NBA skauta. Prošlogodišnje ljeto proveo je trenirajući s kanadskom reprezentacijom i igrajući protiv NBA igrača poput Jasona Kidda i Garya Payona. Santa Clara je drugu godinu zaredom osvojila West Coast konferenciju, a Nash je još jednom izabran za igrača godine istoimene konferencije. Nash je u prvom krugu NCAA turnira protiv sedmog nositelja Marylanda predvodio svoju momčad do pobjede s 28 poena, ali su Broncosi ispali u drugom krugu od Kansasa.
Tijekom sveučilišne karijere postao je prvi asistent Santa Clare s 510 asistencija, a bio je vodeći i u kategoriji postotku slob. bacanja (86.2%) i pogođenih trica (263/656). Bio je i treći strijelac sveučilišta s 1 689 poena. U rujnu 2006., Santa Clara je umirovila Nashov dres s brojem 11 i time je postao prvim igračem tog sveučilišta koji je dobio to priznanje.

## NBA

### Prvi pokušaj u Phoenixu
Nakon položene mature iz sociologije, Nash je kao petnaesti izbor NBA drafta 1996. draftiran od strane Phoenix Sunsa. Nakon daljne rasprave oko izbora na draftu, navijači Sunsa bili su razočarani odabirom relativno nepoznatog igrača s malog sveučilišta. Iako je Nash imamo zadivljujuću sveučilišnu karijeru, ostali su smatrali da je nepoznat zbog toga što nije igrao u jednoj od najboljih sveučilišnih konferencija. Nash je prve dvije godine u NBA prvotno proveo kao zamjena za Kevina Johnsona i Sama Cassella, a kasnije i za Jasona Kidda. U rookie sezoni imao je malu minutažu (10.4), a tijekom druge godine minutaža mu se drastično povećala. Ipak, Kanađanin nije dugo ostao u Phoenixu. Dok je pohađao sveučilište Santa Clara, Nash se susreo sa svojim prijateljem, pomoćnim trenerom Dallas Mavericksa Donniem Nelsonom koji je u to vrijeme radio u Golden State Warriorsima. Nelson je nakon odlasaka u Dallas uvjerio svog oca Dona Nelsona kako je Nash pravi izbor za Maverickse. Nakon NBA drafta 1998. godine, Nash je mijenjan u Dallas za Martina Muurseppa, Bubbu Wellsa, prava na Pata Garritya i izbor prvog kruga drafta.

### Dallas Mavericks
Nash se u Dallasu razvio u jednog od ponajboljih razigravača NBA lige. Tijekom skraćene NBA sezone 1998./99. odigrao je svih 50 utakmica regularnog dijela i u prosjeku postizao 7.9 poena, 2.9 skokova i 5.5 asistencija po utakmici. Sljedeće sezone je zbog ozljede koljena propustio 25 utakmica regularnog dijela, ali se na parkete vratio mjesec dana prije kraja sezone sa šest uzastopnih double-double učinaka. Sezonu je završio s 8.6 poena i 4.9 asistencija po utakmici. Za momčad je još važniji bio preporod u igri Dirka Nowitzkog koji je u svojoj drugoj sezoni doslovno „eksplodirao" u ponajboljeg igrača lige, Michael Finley postao je igračem All-Star kalibra, a franšiza je dobila novog vlasnika milijardera Marka Cubana koji je momčad kasnije doslovno vratio u vrh ponajboljih NBA momčadi.
Nash je u sezoni 2000./01. doživio pravi preporod; prosječno je postizao 15.6 poena i 7.3 asistencija i zajedno s Nowitzkiem, Finleyem i Juwanom Howardom činio glavni napadački kvartet Mavericksa. Dallas je po prvi puta nakon deset godina izborio doigravanje i stigao do polufinala Zapadne konferencije, gdje su izgubili od San Antonio Spursa. Nash je u sezoni 2001./02. postizao rekordnih 17.9 poena i 7.7 asistencija, te je na kraju sezone po prvi puta u karijeri izabran na NBA All-Star utakmicu i All-NBA treću petorku. Uvrštavanje na All-Star utakmicu doprinijelo je do njegove velike medijske pozornosti, što na televiziji, što na reklamama i zajedno s Finleyem i Nowitzkiem činio "Veliku trojku" Dallasa. Dallas je još jednom izborio doigravanje, ali ovaj put su ispali u polufinalu konferenncije od Sacramento Kingsa.
Nash je odigrao približno sličnu sezonu kao prošlogodišnju i u prosjeku postizao 17.7 poena i 7.3 asistencija po utakmici. Ponovo je izabran na All-Star i u All-NBA treću petorku. Zajedno je u tandemu s Nowitzkiem predvodio momčad do 14 uzastopnih utakmica bez poraza i stigli do finala Zapadne konferencije, u kojem su izgubili od kasnijih prvaka San Antonio Spursa. To je bilo tek drugo finale Zapadne konferencije u povijesti franžize. U sezoni 2003./04. vidjeli smo vrlo ofenzivni roster Dallasa (dovođenje Antoniea Walkera i Antawna Jamisona), ali Nash se nije uspio ostvariti bolji napadački učinak. Kao rezultat toga nije izabran na All-Star i All-NBA momčad, iako je u prosjeku postizao rekordnih 8.8 asistencija i 91.6% šuta s linije slob. baccanja. Dallas je kao peta momčad Zapada uspjela ostvariti još jedno doigravanje, ali ponovo su za njih bili kobni Sacramento Kingsi.
Nakon sezone 2003./04., Nash je postao slobodan igrač i pregovarao s Cubanom oko novog višegodišnjeg ugovora. Cuban je oko mladog Nowitzkog htio izgraditi novu momčad za budućnost franšize i nije želio riskirati s višegodišnjim ugovorom s već pomalo veteranskim igračem, i ponudio Nashu četverogodišnji ugovor vrijedan oko 9 milijuna dolara po sezoni, s mogućnošću produženja na još jednu godinu. Phoenix Sunsi su s druge strane ponudli Nashu šestogodišnji ugovor vrijedan 63 milijuna dolara. Nash je ponovo htio pregovarati s Cubanom, ali on je to odbio i tako je Nash nevoljko napustio Dallas i otišao u Sunse. Kanađanin je kasnije osvojio dvije nagrade za najkorisnijeg igrača NBA lige, a Cuban se 14. lipnja 2006. u pojavljivanju na televizijskom showu The Late Show with David Letterman, glasno zapitao: ".... vi znate da je Steve odličan dečko i voljet ću ga do svoje smrti, ali zašto za nas nije igrao kao MVP."

### Povratak u Phoenix
Nash se Sunsima pridružio u stvaranju nove momčadi predvođenu s mlađahnim Shawnom Marionom, Joeom Johnsonom i Amar'eom Stoudemireom. U sezoni prije Nashovog dolaska, Sunsi su ostvarili omjer 29-53 i prognozirali im još jednu poraznu sezonu. Glavni trener momčadi Mike D'Antoni favorizirao je brzi i napadački stil igre, a za takav sistem igre bili su potrebni manji igrači, i igrači atletske građe koji će biti u mogućnosti pobjeći protivničkim igračima i ostvariti slobodan šut. Nash se ubrzo priviknuo na takav stil igre i atleticizmom svojih suigrača odveo Sunse do najboljeg omjera u ligi 62-20, i najučinkovitije momčadi s prosječno 110.4 poena po utakmici. Nakon velikog obrata u povijesti franšize, Nash je u prosjeku postizao 11.4 asistencije po utakmici, uz 50.2% šuta iz igre i 43.1% iza linije za tricu. Osvojio je nagradu za najkorisnijeg igrača regularnog dijela NBA lige 2004./05. i postao prvim Kanađaninom koji je osvojio tu nagradu. Uz to postao je tek trećim razigravačem (prva dva su Magic Johnson i Bob Cousy) u povijesti NBA lige koji su osvojili tu nagradu. U doigravanju su Sunsi najprije u četiri utakmice savladali Memphis Grizzliese, a kasnije u šest utakmica Dallas Maverickse. Sunsi su prvi puta nakon 1993. izborili finale Zapadne konferencije, ali su u pet utakmica izgubili od kasnijih prvaka San Antonio Spursa.
Sljedeće sezone je Stoudemire pretrpio vrlo ozbiljnu ozljedu koljena, a Johnson i Quentin Richardson zamijenjeni su u neke druge momčadi. Zbog toga Sunsi nisu očekivali uspješnu sezonu, ali Nash je preuzeo ulogu vođe na parketu i odveo momčad do omjera 58-24 i naslova divizijskog prvaka. Sunsi u ponovo bili najučinkovitija momčad NBA lige i imali čak sedam igrača koji u prosječno postizali dvoznamenkaszi učinak, a Nash je po prvi puta izabran u početnu petorku Zapadne All-Star konferencije. U toj sezoni postavio je nove rekorde karijere u poenima (18.8), skokovima (4.4), postotku šuta (51.2%), postotku slob. bacanja (92.1%) i asistencijama (10.1). Drugu godinu zaredom osvojio je nagradu za najkorisnijeg igrača lige. U prvom krugu doigravanja, Sunsi su nadoknadili 1-3 protiv Los Angeles Lakersa i prošli seriju s ukupnih 4-3. U polufinalu konferencije protiv Los Angeles Clippersa, Sunsima je za prolazak bilo potrebno sedam utakmici i drugu godinu zaredom plasirali se u finale Zapadne konferncije. Ondje su se Sunsi suočili s Nashovom bivšom momčadi, Dallasom.
Nash je sezonu 2006./07. odigrao u velikom stilu; u prosjeku je postizao 18.6 poena i rekordnih 11.6 asistencija po utakmici. Time je postao prvim igračem nakon Magica Johnsona koji je u sezoni 1990./91. u prosjeku postizao najmanje 18 poena i 11 asistencija po utakmici. Dobio je najviše glasova u izboru za All-NBA prvu peotrku i u istoj petorci pridružio se svom suigraču Stoudemireu. Time su Nash i Stoudemire prvi klupski suigrači, koji su nakon nakon sezone 2003./04. i Kobea Bryanta i Shaquillea O'Neala izabrani u istu petorku. U izboru za najkorisnijeg igrača lige osvojio je drugo mjesto s 1013 bodova i 44 prva mjesta. Nagradu je dobio njegov bivši suigrač iz Dallasa, Dirk Nowitzki. Sunsi su u prvom krugu doigravanja u pet utakmica porazili Lakerse, ali su u polufinalu Zapadne konferencije u šest utakmica poraženi od starih rivala Spursa.
Nash je tijekom sezone 2007./08. odigrao 81 utakmicu regularnog dijela; zanimljivo je da je Sunsima na izjednačujućoj Zapadanoj konferenciji bilo potrebno 55 pobjeda za šesto mjesto i ulazak u doigravanje. Iako je njegov statistički prosjek pao u odnosu na prošle sezone, Nash je i dalje imao veliki postotak realizacije iz igre; prezicnost šuta mu je bila na visini MVP sezone 2005./06. (šut za dva najmanje 50%, za tricu najmanje 40% i 90% s linije slob. bacanja). 31. siječnja 2008. po šesti puta u karijeri izabran je All-Star momčad. Međutim, Nash je nastavio svoju agoniju u doigravanju. Usprkos tome što je sredinom sezone Shawn Marion mijenjan u Miami Heat za četverostrukog NBA prvaka Shaquillea O'Neala, Sunsi su u prvom krugu doigravanju poraženi od San Antonio Spursa po treći puta u zadnje četiri godine.
Prije početka sezone 2008./09. na klupi Sunsa došlo je do promjene. Glavni trener D'Antoni napustio je momčadi otišao New York Knickse, a na klupu je stigao Terry Porter. Porter je u momčad donio novi sistem igre, u kojem se više pridodavalo obrambenoj nego napadačkoj igri. Sunsi su se teško privikavali na novi stil i sredinom prosinca mijenjali su pouzdanog Raju Bella i Borisa Diawa u Charlotte Bobcatse za atletsko krilo Jasona Richardsona. Međutim, Sunsi su se i dalje mučili sa svojom igrom i nakon omjera 29-28, Porter je u veljači dobio otkaz na mjesto glavnog trenera. Na klupu je stigao Alvin Gentry, ali Sunsi nisu uspjeli uhvatiti mjesto u doigravanju. Nash je tako po prvi puta nakon povratka u Phoenix propustio doigravanje.
Iako se tijekom ljeta 2009. spominjao njegov odlazak nezadovoljan situacijom u klubu, s obzirom na to da je veći broj glavnih igrača bio u kombinacijama za odlazak. No kako je vrijeme odmicalo, Nash se predomislio što se tiče ostanka i na kraju je odlučio ne mijenjati klub. 21. srpnja 2009. stavio je potpis na novi dvogodišnji ugovor s Phoenixom koji ga veže do 2011. godine.

### Odlazak u mirovinu i dužnosti kao konsultant
Steve Nash je otišao u mirovinu kao NBA igrač 21. Marta 2015 godine.
Prije odlaska, ekipa Cleveland Cavaliersa je zatražila da Nash služi kao rezerva Kyrie-a Irvinga. Nash je to odbio, zbog njegovih zdravstvenih problema kao i zbog želje za odlaskom u mirovinu kao član Lakersa, i da na taj način iskaže zahvalnost. Kasnije su i Dallas Mavericks zatražili gore navedenu uslugu od Nash-a, u cilju da provede jednu posljednju sezonu sa svojim starim timom, ali je on i to odbio.
25. septembra 2015, Steve Nash je bio potpora kao konsultant za Golden State Warriors-e. Tokom svoje prve sezone s timom, Warriorsi su oborili rekord s krajnjim rezultatom 73-9(pobjede-porazi), iako je tim poražen u 2016 NBA finalima od strane Cleveland Cavaliers-a. U idućoj sezoni, Warriorsi su osvojili u finalima 2017. godine protiv prošlogodišnjih pobjednika, tim Cleveland Cavaliers-a, uz Nash-ovu pomoć.

## NBA statistika

### Regularni dio
| Godina    | Klub    | Odig. uta. | Uta. poč. | Min. | 2P%  | 3P%  | Sl. bac.% | Skok. | Asist. | Ukr. lop. | Blok. | Poena |
| --------- | ------- | ---------- | --------- | ---- | ---- | ---- | --------- | ----- | ------ | --------- | ----- | ----- |
| 1996./97. | Phoenix | 65         | 2         | 10.5 | .423 | .418 | .824      | 1.0   | 2.1    | .3        | .0    | 3.3   |
| 1997./98. | Phoenix | 76         | 9         | 21.9 | .459 | .415 | .860      | 2.1   | 3.4    | .8        | .1    | 9.1   |
| 1998./99. | Dallas  | 40         | 40        | 31.7 | .363 | .374 | .826      | 2.9   | 5.5    | .9        | .1    | 7.9   |
| 1999./00. | Dallas  | 56         | 27        | 27.4 | .477 | .403 | .882      | 2.2   | 4.9    | .7        | .1    | 8.6   |
| 2000./01. | Dallas  | 70         | 70        | 34.1 | .487 | .406 | .895      | 3.2   | 7.3    | 1.0       | .1    | 15.6  |
| 2001./02. | Dallas  | 82         | 82        | 34.6 | .483 | .455 | .887      | 3.1   | 7.7    | .6        | .1    | 17.9  |
| 2002./03. | Dallas  | 82         | 82        | 33.1 | .465 | .413 | .909      | 2.9   | 7.3    | 1.0       | .1    | 17.7  |
| 2003./04. | Dallas  | 78         | 78        | 33.5 | .470 | .405 | .916      | 3.0   | 8.8    | .9        | .1    | 14.5  |
| 2004./05. | Phoenix | 75         | 75        | 34.3 | .502 | .431 | .887      | 3.3   | 11.5   | 1.0       | .1    | 15.5  |
| 2005./06. | Phoenix | 79         | 79        | 35.4 | .512 | .439 | .921      | 4.2   | 10.5   | .8        | .2    | 18.8  |
| 2006./07. | Phoenix | 76         | 76        | 35.3 | .532 | .455 | .899      | 3.5   | 11.6   | .8        | .1    | 18.6  |
| 2007./08. | Phoenix | 81         | 81        | 34.3 | .504 | .470 | .906      | 3.5   | 11.1   | .6        | .1    | 16.9  |
| 2008./09. | Phoenix | 74         | 74        | 33.6 | .503 | .439 | .933      | 3.0   | 9.7    | .7        | .1    | 15.7  |
| Career    |         | 934        | 775       | 31.1 | .487 | .432 | .900      | 3.0   | 8.0    | .8        | .0    | 14.4  |
| All-Star  |         | 5          | 1         | 20.8 | .417 | .250 | .000      | 2.6   | 6.0    | .6        | .2    | 4.4   |

### Doigravanje
| Godina    | Klub    | Odig. uta. | Uta. poč. | Min. | 2P%  | 3P%  | Sl. bac.% | Skok. | Asist. | Ukr. lop. | Blok. | Poena |
| --------- | ------- | ---------- | --------- | ---- | ---- | ---- | --------- | ----- | ------ | --------- | ----- | ----- |
| 1996./97. | Phoenix | 4          | 0         | 3.8  | .222 | .250 | .000      | .3    | .3     | .2        | .2    | 1.3   |
| 1997./98. | Phoenix | 4          | 1         | 12.8 | .444 | .200 | .625      | 2.5   | 1.8    | .5        | .0    | 5.5   |
| 2000./01. | Dallas  | 10         | 10        | 37.0 | .417 | .410 | .882      | 3.2   | 6.4    | .6        | .1    | 13.6  |
| 2001./02. | Dallas  | 8          | 8         | 40.4 | .432 | .444 | .971      | 4.0   | 8.8    | .5        | .0    | 19.5  |
| 2002./03. | Dallas  | 20         | 20        | 36.5 | .447 | .487 | .873      | 3.5   | 7.3    | .9        | .1    | 16.1  |
| 2003./04. | Dallas  | 5          | 5         | 39.4 | .386 | .375 | .889      | 5.2   | 9.0    | .8        | .0    | 13.6  |
| 2004./05. | Phoenix | 15         | 15        | 40.7 | .520 | .389 | .919      | 4.8   | 11.3   | .9        | .2    | 23.9  |
| 2005./06. | Phoenix | 20         | 20        | 39.9 | .502 | .368 | .912      | 3.7   | 10.2   | .4        | .2    | 20.4  |
| 2006./07. | Phoenix | 11         | 11        | 37.5 | .463 | .487 | .891      | 3.2   | 13.3   | .4        | .1    | 18.9  |
| 2007./08. | Phoenix | 5          | 5         | 36.6 | .457 | .300 | .917      | 2.8   | 7.8    | .4        | .2    | 16.2  |
| Ukupno    |         | 102        | 95        | 36.2 | .467 | .413 | .900      | 3.6   | 8.7    | .6        | .1    | 17.3  |

## Vanjske poveznice
- Profil na NBA.com
- Profil na Basketball-Reference.com  Arhivirana inačica izvorne stranice od 12. svibnja 2013. (Wayback Machine)
- Steve Nash u internetskoj bazi filmova IMDb-u (engl.)